# Kwark

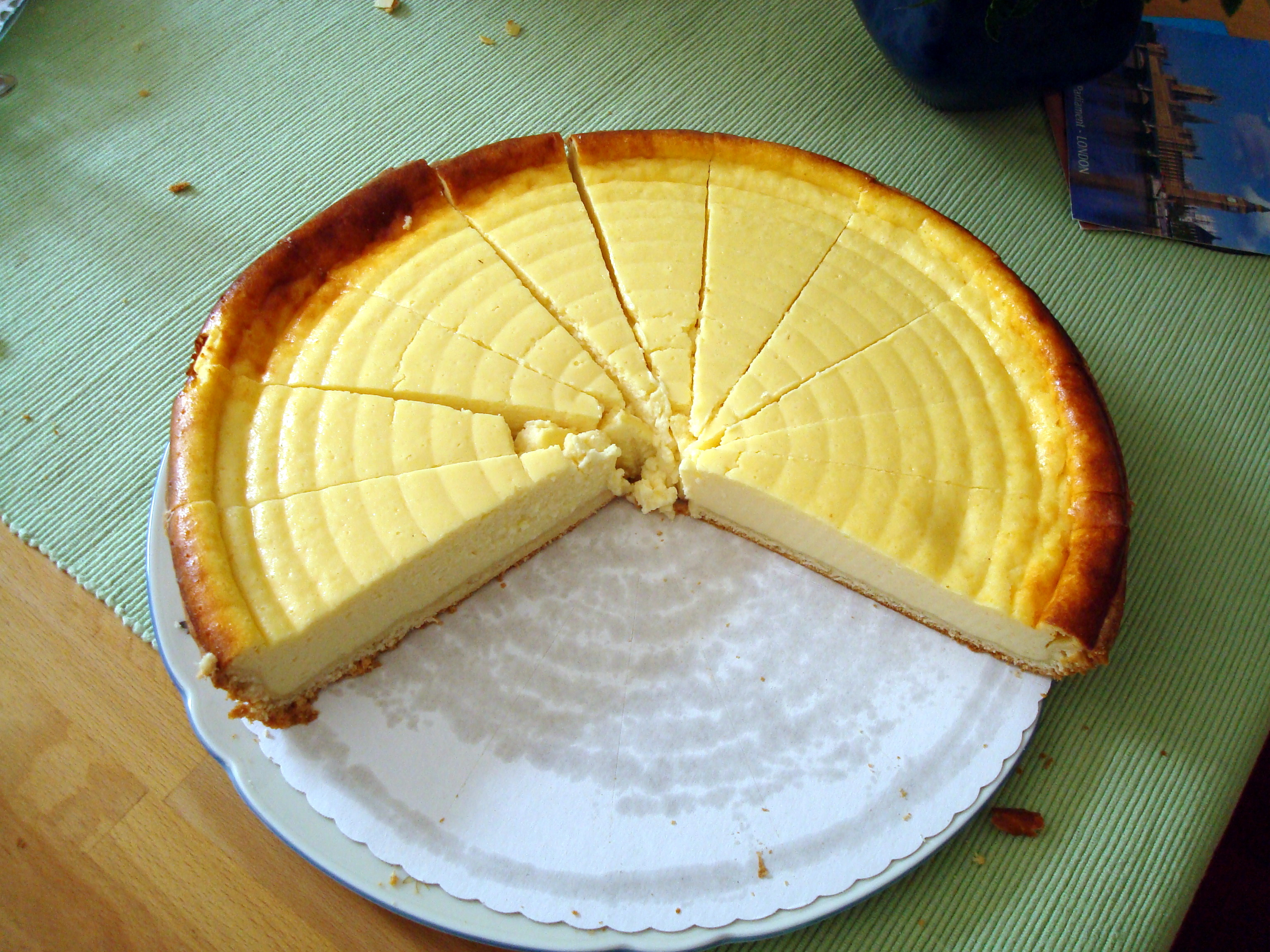
Kwarktaart

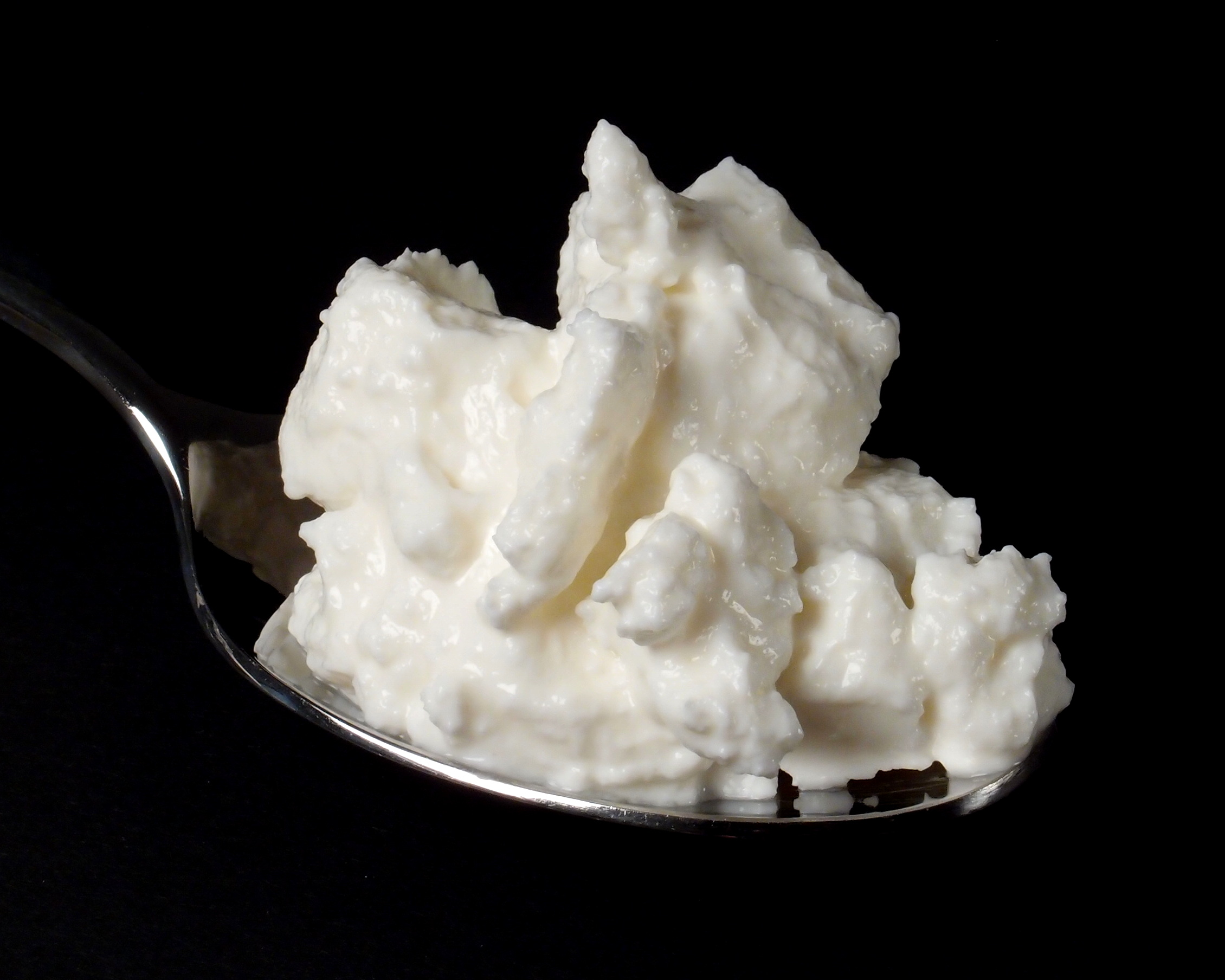
Duitse kwark

Kwark is oorspronkelijk een soort zeer verse kaas. In België wordt hetzelfde product plattekaas genoemd. In het Frans worden de termen "verse kaas" of "witte kaas" (fromage frais/fromage blanc) gebruikt, in Wallonië spreekt men van maqueye, soms verfranst tot maquée.

## Traditionele bereiding
De melk wordt aangezuurd met melkzuurbacteriën, waarna er stremsel aan wordt toegevoegd (meestal een niet-vegetarisch stremsel). Na 24 uur verzuren en stremmen op kamertemperatuur wordt de massa gesneden en in een kwarkzak uitgelekt. Er blijft ongeveer een derde van de beginhoeveelheid over. Deze massa wordt daarna goed geroerd.
Kwark kan worden gemaakt van koemelk, maar ook van geiten- of schapenmelk. Ook bestaan er lactosevrije varianten op kwark op basis van sojamelk. Volgens de Nederlandse Warenwet is de term 'kwark' voorbehouden aan uit koemelk bereide kwark. Verder mogen aan commercieel verkrijgbare kwark volgens de warenwet extra melkbestanddelen worden toegevoegd. Van die toevoeging hoort het eiwitgehalte in de vetvrije droge stof ten minste 60% te bedragen en het vochtgehalte mag ten hoogste 87% van de vetvrije waar bedragen.
De wrongel heeft een hoog caseïnegehalte. Uit kwark werd daarom met behulp van natronloog of kalkwater (of gemalen eierschaal) vroeger vaak caseïnelijm gemaakt en als bindmindel in onder meer fresco's gebruikt.
In België staat deze traditionele bereiding ook bekend als Brabantse plattekaas of 'Rotzelaer' kaas, naar Rotselaar. Dat is de gemeente waar reeds jaren een groot melkverwerkingsbedrijf de traditionele plattekaas maakt.

## Nederlandse bereiding
Kwark die bereid is uit enkel koemelk met ‘kaas’-bacteriën, is in Nederland vrijwel niet meer verkrijgbaar. Veelal wordt een ander melkproduct toegevoegd en worden ‘yoghurt’-bacteriën gebruikt, aangezien dat het proces aanzienlijk versnelt en dus goedkoper is. Ook kwark die wordt verkocht als volle kwark, bestaat meestal uit magere kwark met room of andere toevoeging om het vetgehalte te verhogen om aan de classificatie uit de Warenwet te voldoen. Dit is correct in de zin van de Warenwet, maar niet vergelijkbaar met het oorspronkelijke product. Daarnaast wordt eigenlijk vrijwel uitsluitend magere of halfvolle kwark verkocht.
Kwark kan (eventueel vermengd met stukjes fruit) als dessert fungeren. Volle kwark heeft een vrij hoog vetgehalte vergeleken met bijvoorbeeld yoghurt.